# Oszczów (gromada)
Oszczów – dawna gromada, czyli najmniejsza jednostka podziału terytorialnego Polskiej Rzeczypospolitej Ludowej w latach 1954–1972.
Gromady, z gromadzkimi radami narodowymi (GRN) jako organami władzy najniższego stopnia na wsi, funkcjonowały od reformy reorganizującej administrację wiejską przeprowadzonej jesienią 1954 do momentu ich zniesienia z dniem 1 stycznia 1973, tym samym wypierając organizację gminną w latach 1954–1972.
Gromadę Oszczów z siedzibą GRN w Oszczowie utworzono – jako jedną z 8759 gromad na obszarze Polski – w powiecie hrubieszowskim w woj. lubelskim na mocy uchwały nr 8 WRN w Lublinie z dnia 5 października 1954. W skład jednostki weszły obszary dotychczasowych gromad Honiatyń, Horoszczyce, Oszczów wieś, Oszczów kol. i Siekierzyńce ze zniesionej gminy Dołhobyczów w powiecie hrubieszowskim, ponadto obszar dotychczasowej gromady Żabcze ze zniesionej gminy Poturzyn w powiecie tomaszowskim tymże województwie. Dla gromady ustalono 14 członków gromadzkiej rady narodowej.
1 stycznia 1960 gromadę zniesiono, włączając jej obszar do gromady Dołhobyczów w tymże powiecie.